# شافية رشدي
شافية رشدي (اسمها الأصلي زكية المراكشي) مغنية وممثلة تونسية. ولدت بمدينة صفاقس في 7 نوفمبر 1910 من أب مغربي وأم ليبية ذات جذور تركية، وتوفيت في 21 جويلية 1989.
درست الموسيقى على يد الهادي الشنوفي عازف البيانو والآلات النحاسية، وتعلمت التمثيل من محمد شبشوب والبشير المتهني.
انتقلت إلى تونس العاصمة سنة 1930 حيث اقتحمت مجالي الغناء والتمثيل وعرفت بلقب نانا.
قدمت العديد من المسرحيات في المسرح البلدي من أشهرها عائشة القادرة، كما ألفت فرقة موسيقية صحبة محمد التريكي الذي لحن لها إحدى أشهر أغانيها هالكمون منين.
شافية رشدي من الذين حضروا الجلسة التأسيسية المدرسة الرشيدية التي قدمت عن طريقها حفلات إلى الإذاعة قبل أن تصبح لها حصة أسبوعية خاصة بها.

## مواضيع ذات صلة
- جماعة تحت السور
- شافية رشدي
- المدرسة الرشيدية
- الصادق ثريا